# Neillia nakatsu-riparia
Neillia nakatsu-riparia är en rosväxtart som först beskrevs av Hir. Takah. bis, och fick sitt nu gällande namn av S.H.Oh. Neillia nakatsu-riparia ingår i släktet klockspireor, och familjen rosväxter. Inga underarter finns listade i Catalogue of Life.